# Forte de Nossa Senhora dos Remédios (Fernando de Noronha)
O Forte de Nossa Senhora dos Remédios de Fernando de Noronha localiza-se ao norte da ilha de Fernando de Noronha, no arquipélago de mesmo nome, no estado de Pernambuco, no Brasil.
Em posição dominante sobre o ancoradouro na baía de Santo Antônio, constituiu-se na principal estrutura de defesa da ilha e do arquipélago.

## História

### Antecedentes
Esta fortificação foi erguida sobre as ruínas de uma antiga posição neerlandesa (GARRIDO, 1940:56), remontando às vésperas da segunda das Invasões holandesas do Brasil, abandonada após a capitulação do Campo do Taborda (Recife) em 1654 (ver Fortificações na Ilha de Fernando de Noronha). Dessa primitiva estrutura existe planta ("Planta da fortaleza velha de Fernando de Noronha", s.d.. Arquivo Histórico Ultramarino, Lisboa) (IRIA, 1966:64).

### O forte setecentista
A ilha foi ocupada por forças da Companhia Francesa das Índias Ocidentais sob o comando do Capitão Lesquelin, em fins de 1736, desalojadas sem resistência por tropas portuguesas sob o comando do Tenente-coronel João Lobo de Lacerda no ano seguinte (6 de Outubro de 1737) (SOUZA, 1885:81). Sobre os remanescentes da antiga posição neerladesa que defendia o ancoradouro, estas tropas iniciaram a construção do chamado Forte dos Remédios, com projeto do Engenheiro militar Diogo da Silveira Veloso, sob a direção do próprio Tenente-coronel João Lobo de Lacerda. Em alvenaria de pedra e cal, a sua planta recebeu a forma de um polígono irregular orgânico com quatorze ângulos (nove salientes e cinco reentrantes), quatro edificações ao centro do terrapleno e baterias corridas, à barbeta. Acredita-se seja desse período a planta sem data, intitulada:
"Planta do Forte de Nossa Senhora dos Remédios na ilha de Fernando de Noronha, em um alto bastantemente elevado, em que se acharam vestígios da antiga fortificação; é este sítio todo cortado a pique, e inacessível por toda a parte, com um só passo estreito por onde se sobe a ele; não admite outra forma de fortificação em razão de sua irregularidade; (...) os vestígios que se acharam da fortificação antiga, são de obra mais restrita. Achou-se também neste sítio, um armazém de abóbada subterrâneo, de pólvora, enxuto (...)" (AHU, Lisboa) (IRIA, 1966:64).
Esta estrutura sofreu obras de ampliação a partir de 1741, quando passou a contar com seis baterias. Em seu terrapleno distribuíam-se os edifícios do Quartel de Comando, Quartel da Tropa, Corpo da Guarda, Arrecadação, Casa da Pólvora e Cisterna. Ao abrigo das muralhas, distribuíam-se os calabouços, subterrâneos. O conjunto era acessado por um portão monumental, de cantaria (GARRIDO, 1940:56). Encontrava-se guarnecida, à época, por um Capitão e trinta e dois praças, e artilhada com seis peças de diferentes calibres (BARRETTO, 1958:127). Estas obras encontram-se indicadas em plantas posterior, sem data, onde já figura a torre circular que atualmente domina o conjunto ("Fortaleza de N. Sra. dos Remédios. Escala de 200p". in: Manuscritos do Brasil, nº 43, f. 633. Arquivo Nacional da Torre do Tombo, Lisboa).
Um mapa inglês da ilha de Fernando de Noronha (Londres, 1793. apud SECCHIN, 1991:10-11), exibe o Forte dos Remédios junto à primitiva povoação, constituída pela Casa do Governador, a Capela e Quartéis, dominando a enseada e a praia do Cachorro. A sua defesa era complementada pelo Reduto de Nossa Senhora da Conceição de Fernando de Noronha, que lhe era oposto na enseada, e com quem cruzava fogos. Do mesmo período existe também planta, de autoria de José Fernandes Portugal, datada de 1798.

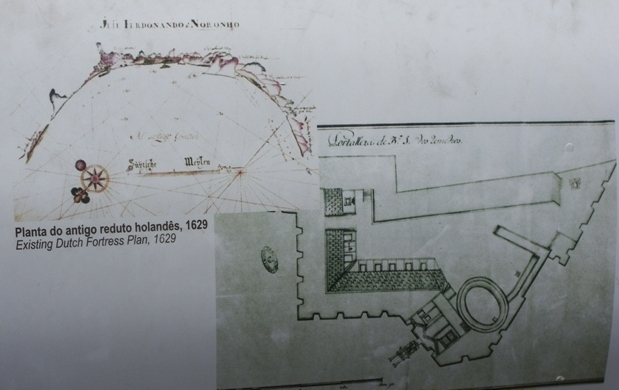
Comparação entre as plantas do primtivo forte e o figurado por José Fernandes Portugal (1798).

### O Período Imperial
À época do Primeiro Reinado, o forte sofreu reparos sob a direção do Capitão João Blasin (1826) (GARRIDO, 1940:56). Posteriormente, durante o Segundo Reinado, foi ampliado, no período de 1858-1859 (BARRETTO, 1958:127). SOUZA (1885), informa que o Aviso de 14 de Fevereiro de 1857 classificou o conjunto das fortificações da ilha como de 1ª Classe, desligadas do Ministério da Guerra em 3 de Novembro de 1877 quando a ilha passou a servir como prisão civil. Ainda assim, à época (1885), atribuiu a esta fortificação treze peças (op. cit., p. 81). A partir de 1885 foi artilhada com dezoito canhões antecarga raiados La Hitte, calibre 12, que, de acordo com GARRIDO (1940), ainda lá se encontravam à época da Primeira Guerra Mundial (1914-1918), em 1915 (op. cit., p. 56).

### Do século XX aos nossos dias
O conjunto encontra-se tombado pelo Instituto do Patrimônio Histórico e Artístico Nacional através do Decreto-Lei 25 de 11 de novembro de 1937. Tendo abrigado presos comuns, à época do Estado Novo abrigou presos políticos. À época da Segunda Guerra Mundial voltou a abrigar guarnição militar.
Homenageado com a emissão de selo postal pela EBCT - Empresa Brasileira de Correios e Telégrafos em 1975, sofreu intervenções de restauro ao final do século XX, entre as quais uma nova iluminação, patrocinado pela iniciativa privada.
Em 1987 foi realizado um levantamento arquitetônico da fortaleza, com planta baixa e cortes, dentro do escopo do projeto "Atlas Arqueológico de Fernando de Noronha".

## Características
O conjunto possui uma área 6.300 metros quadrados, erguendo-se a 45 metros acima do nível do mar. De planta poligonal orgânica (adaptada ao terreno), possuía seis baterias e edificações de serviço (Casa do Comandante, Quartel da Tropa, Corpo da Guarda, Casa da Palamenta, capela, calabouços e cisterna).